# شرفلو
 شرفلو  روستایی است از توابع بخش مرکزی شهرستان ساوه در استان مرکزی ایران.رشد جمعیت این روستا آماری منفی را نشان میدهد به طوری که جمعیت آن از سال ۱۳۸۵،از تعداد ۵۰۵ نفر،در سال ۱۳۹۵، به تعداد ۳۴۰ نفر کاهش یافته است.

## جمعیت
این روستا در دهستان نورعلی بیک قرار دارد و براساس سرشماری مرکز آمار ایران در سال ۱۳۸۵، جمعیت آن ۵۰۵ نفر (۱۱۴ خانوار) است.